# Saeko Kimura
Saeko Kimura (Osaka, 28 de janeiro de 1963) é uma ex-nadadora sincronizada japonesa, medalhista olímpica.

## Carreira
Saeko Kimura representou seu país nos Jogos Olímpicos de 1984, ganhando a medalha de bronze no dueto com parceira Miwako Motoyoshi. 